# Las Còstas
Las Còstas (en francès Les Costes) és un antic municipi francès, situat al departament dels Alts Alps i a la regió de Provença – Alps – Costa Blava. Des del 1er de gener de 2018, es municipi delegat del municipi nou d'Aubassanha amb Chaufaier i Sant Esèbe.

## Demografia
| 1836                                       | 1962 | 1968 | 1975 | 1982 | 1990 | 1999 | 2006 | 2015 |
| ------------------------------------------ | ---- | ---- | ---- | ---- | ---- | ---- | ---- | ---- |
| 319                                        | 143  | 167  | 144  | 123  | 138  | 140  | 142  | 178  |
| Des de 1962: població sense dobles comptes |      |      |      |      |      |      |      |      |

## Administració
| Període               | Identitat                 | Partit |
| --------------------- | ------------------------- | ------ |
| 1945-1947             | Guillaume Gaillard        |        |
| 1947-1983             | Joseph Nouguier           |        |
| 1983-2008             | Fabien Blanchard-Gaillard |        |
| 2008-2014             | Jean-Michel Grégoire      |        |
| 2014-desembre de 2017 | Joël Nouguier             |        |